# 24
| [ Edytuj tabelę ] |                         |
| Król Armenii      | - 18 Artakses III 34    |
| Cesarz Chin       | - 23 Liu Xuan 25        |
| Władca Korei      | - 18 Daemusin 44        |
| Król Mauretanii   | - 23 Ptolemeusz 40      |
| Król Nabatei      | - 9 p.n.e. Aretas IV 40 |
| Król Partów       | - 8 Artabanus II 40     |
| Cesarz Rzymu      | - 14 Tyberiusz 37       |
| Król Tracji       | - 19 Remetalkes II 38   |

Rok 24 / XXIV
stulecia: I wiek p.n.e. ~
I wiek ~
II wiek

lata: 14 «
19 «
20 «
21 «
22 «
23 «
24
» 25
» 26
» 27
» 28
» 29
» 34

## Zmarli
- Pizon Augur – rzymski senator za czasów Augusta i Tyberiusza (ur. ok. 30 p.n.e.)
- Strabon – grecki geograf, historyk i podróżnik (data sporna lub przybliżona) (ur. ok. 63 p.n.e.)